# パンプキンシード

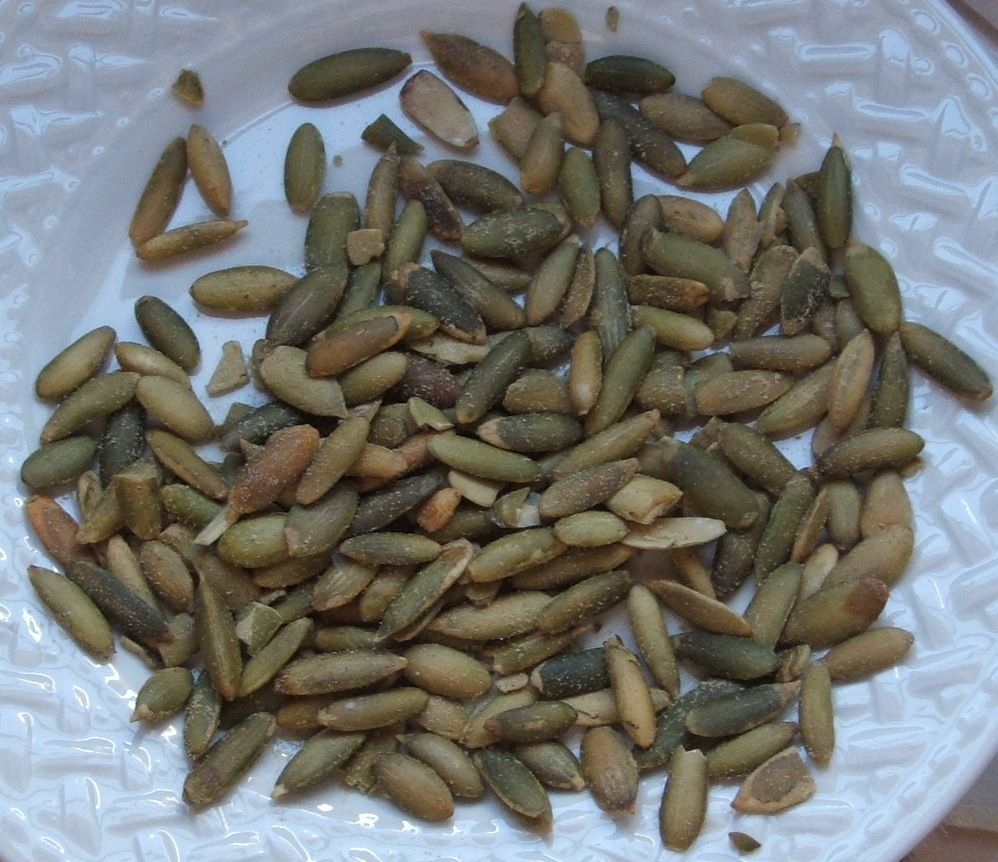
殻を取り、ローストし、塩を振ったパンプキンシード

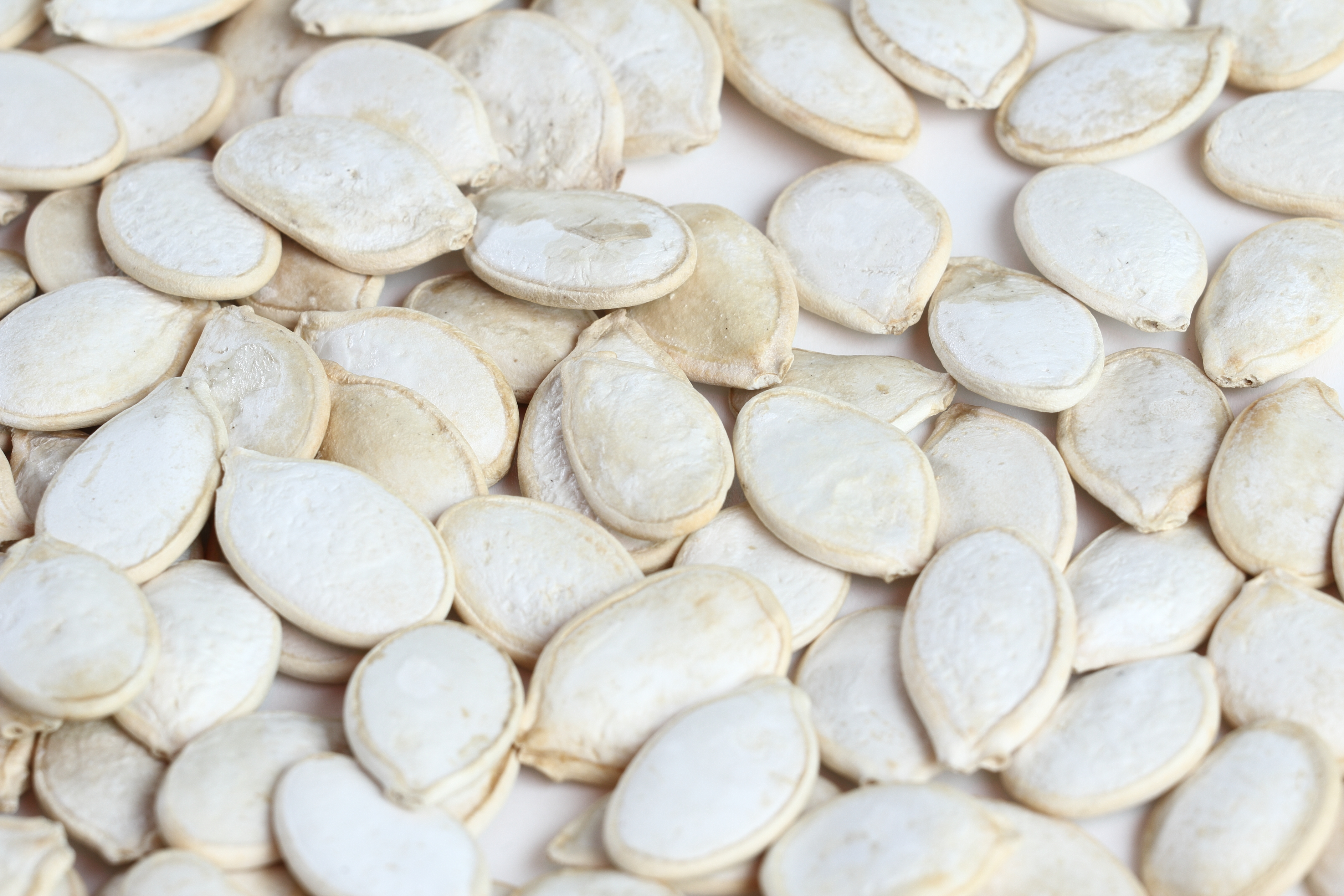
殻付きの乾燥パンプキンシード

パンプキンシード(Pumpkin seed)またはペピータ(Pepita)は、食用のカボチャの種子である。種子は平たく非対称の楕円形で外殻は白く、外殻を剥くと仁は黄緑色である。カボチャの品種によっては外殻がないものもあり、食用種子を得るためのみに栽培される。栄養素とカロリーが豊富で、脂肪（特にリノレン酸とオレイン酸）、タンパク質、食物繊維、様々な微量栄養素を多く含む。ローストしたものをスナックとして食べる。

## 調理

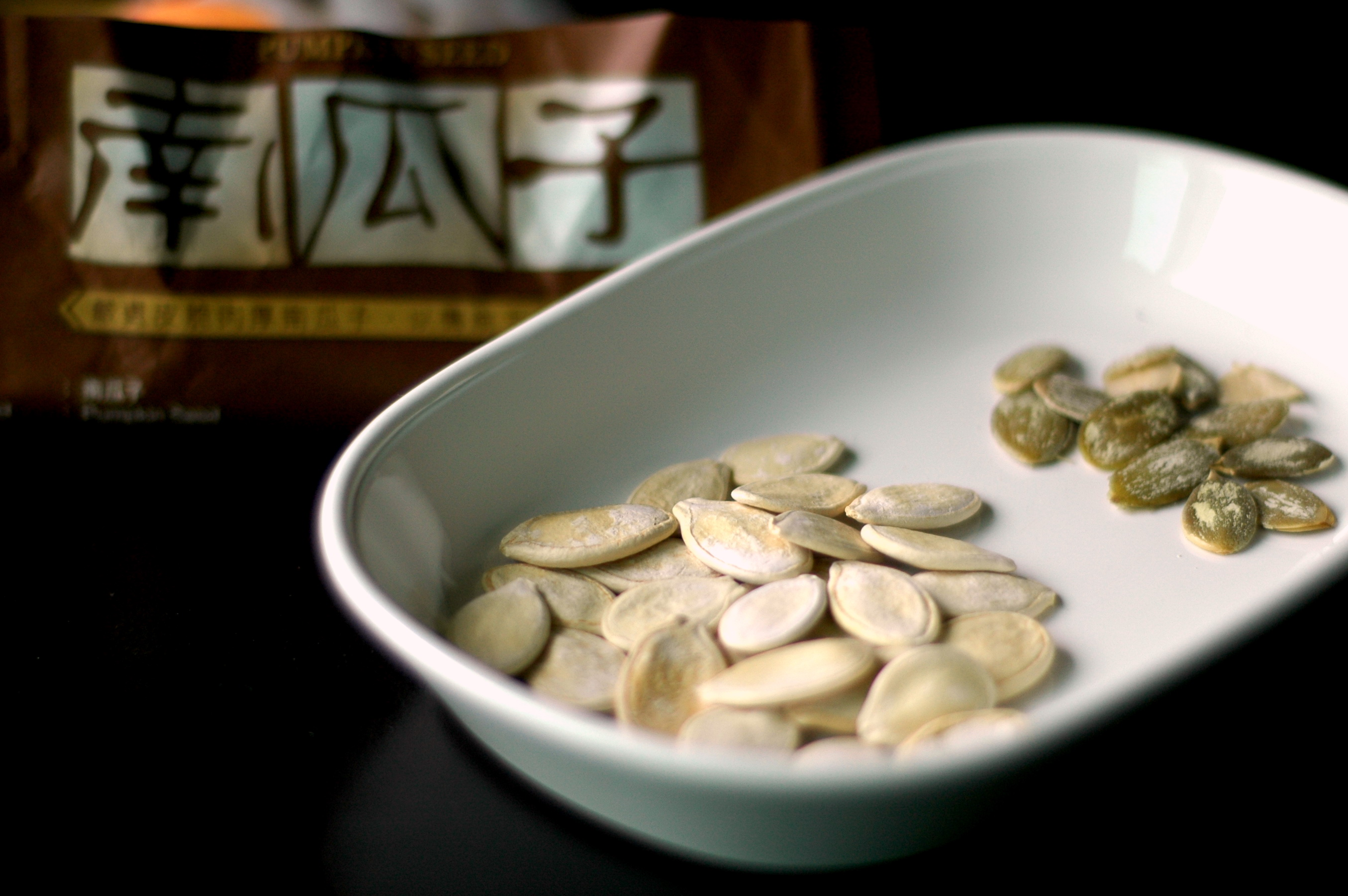
Unhulled vs. hulled pumpkin seeds

カボチャの種はメキシコ料理では一般的な食材であり、またローストしたものに食塩かスパイスをかけて、メキシコやその他のラテンアメリカ、アメリカ合衆国南西部等でスナックとしても食べる。アメリカ合衆国では、マリネしてローストしたものは秋が旬のスナックであり、またサンフラワーシードと同様に、パッケージされたものが年中、市販されている。
カボチャ属の栽培の証拠は、当地で約4000年前から栽培されてきたトウモロコシやインゲンマメよりも早く、8000－10000年前に遡る。果実の形や色の変化は、8000年以上前にペポカボチャの意図的な育種が行われたことを示している。穀物の育種に関する農業知識を発展させるプロセスは、メソアメリカで5,000〜6,500年以上に渡って行われた。最初にカボチャが栽培され始め、次にトウモロコシ、さらに豆が栽培されるようになって、「スリーシスターズ農法」となった。
ペポカボチャの品種'styriaca'の種子をローストして圧搾した油は、中央ヨーロッパや東ヨーロッパで料理用に用いられる。その一例がパンプキンシードオイルである。ナッツバターの製造にも用いられる。
また、中性スピリッツに浸漬し、蒸留してオードヴィーを作るのにも用いられる。
カボチャの種を使ったサルサはsikil pakとして知られ、ユカタン半島の伝統料理である。

## 栄養
ローストしたパンプキンシードは、2%の水と49%の脂肪、15%の炭水化物、30%のタンパク質を含む。100gあたりでは、574 kcalで、1日に必要なタンパク質、食物繊維、ナイアシン、鉄、亜鉛、マンガン、マグネシウム、リンの20%以上を取ることができる。また、リボフラビン、葉酸、パントテン酸、ナトリウム、カリウムでは1日必要量の10-19%に相当する。脂肪としてはリノレン酸とオレイン酸の割合が多く、パルミチン酸、ステアリン酸も少量含まれる。

### 油
パンプキンシードオイルは、サラダ用や調理油として用いられ、中央ヨーロッパの重要な輸出品である。
以下はセイヨウカボチャのパンプキンシードオイルの脂肪酸の割合である。
| n:unsat | 脂肪酸           | 含有率      |
| ------- | ---------------- | ----------- |
| (14:0)  | ミリスチン酸     | 0.003–0.056 |
| (16:0)  | パルミチン酸     | 1.6–8.0     |
| (16:1)  | パルミトレイン酸 | 0.02–0.10   |
| (18:0)  | ステアリン酸     | 0.81–3.21   |
| (18:1)  | オレイン酸       | 3.4–19.4    |
| (18:2)  | リノレン酸       | 5.1–20.4    |
| (18:3)  | リノール酸       | 0.06–0.22   |
| (20:0)  | アラキドン酸     | 0.06–0.21   |
| (20:1)  | ガドレイン酸     | 0–0.035     |
| (22:0)  | ベヘン酸         | 0.02–0.12   |

不飽和脂肪酸の合計含有量は、9%-21%である。脂肪量の合計は、11-52%である。
油中に抽出されたα-トコフェロールの量に基づくと、セイヨウカボチャの12の品種の種子に含まれるビタミンEの含有量は、100g当たり4-19mgであった。

## 伝統医学
かつては伝統医学で、テニア属の寄生虫を駆除する駆虫薬として用いられていた。そのため、1863年から1936年まで、米国薬局方に駆虫薬として掲載されていた。

## 市場
食材としての汎用性やスナックとしての利用のため、パンプキンシードの売り上げは毎年13%ずつ成長し、2020年から2024年には6億3100万ドルに達する。